# Bakay Szilárd
Vitéz Bakay Szilárd (1896-ig Bakalovich) (Budapest, 1892. szeptember 8. – Sopronkőhida (?), 1947. március 17.) magyar katona, vezérezredes, 1944-ben az I. budapesti hadtest parancsnoka és Budapest vezénylő tábornoka.

## Élete
Apja Bakay Szilárd, az I. honvéd gyalogezred egyik zászlóaljának parancsnoka, anyja Németh Mária, egy budapesti vasáru-nagykereskedő lánya. Apja 1897-ben – 43 évesen – szívbénulásban meghalt. Anyja huszonhat évesen négy gyermekkel egyedül maradt.
Árvaszéki ösztöndíjjal 1902-től a cs. és kir. Kassai és Kőszegi Katonai Alreáliskolák, ezt követően a kismartoni Főreál (Militär Oberrealschule), majd 1906–1909 között a morvafehértemplomi (Mährisch-Weisskirchen) cs. és kir. lovassági Hadapródiskola (Kadettenschule) növendéke volt, amely tanintézetekbe csak kiváló alreál iskolai eredménnyel kerülhettek felvételre a növendékek.
1909-ben felvételt nyert a bécsújhelyi Mária Terézia Katonai Akadémiára. 1912-ben jeles eredménnyel végzett, gyalogsági hadnaggyá avatták. 1912 és 1914 között a kaposvári – Albrecht főherceg nevét viselő – k. u. k. 44. gyalogezredhez osztották be csapattisztnek. 1914-ben zászlóalját áthelyezték Budapestre. Az első világháború kitörésekor századparancsnok-helyettesi beosztásban szolgált. Alakulatát hamarosan a déli frontra vezényelték. 1915 januárjában a harcokban tanúsított bátorságáért soron kívül főhadnaggyá léptették elő, és 23 évesen a 44. gyalogezred 4. századának parancsnoka lett. 1916-ban megkapta az egyik legmagasabb kitüntetést, a Vaskorona-rend III. osztályát. Kinevezték a 72. Rohamzászlóalj parancsnokának. Vezérkari tanfolyamot végzett Nagyszebenben. A dél-oroszországi fronton már vezérkari tisztként teljesített szolgálatot. 1918-ban soron kívül századossá léptették elő.
1919 januárjában házasságot kötött Jordán Margittal. Egyetlen gyermekük, Szilárd 1920-ban született és később ő is a katonai hivatást választotta. 1919-ben, a Tanácsköztársaság idején letartóztatták, Kaposváron és Budapesten a Margit körúti katonai fogházban raboskodott július 27-éig. Szabadulása és a kommün bukása után újból aktív katonai szolgálatra jelentkezett, és Kaposvárott kapott csapattiszti beosztást. 1922-ben Pécsre vezényelték a 4. vegyesdandár parancsnokságára. Befejezte a Hadiakadémiát, és még ebben az évben felvételt nyert a vitézi rendbe.
1925-ben a Honvédelmi Minisztérium Elnöki D. osztályára helyezték (az osztály feladata a Miniszterelnökséggel való kapcsolattartás, a katonai tanácsadók kijelölése volt). Gyakran utazott katonai delegációk tagjaként külföldre, katonai képzettségén túlmenően francia, német és angol nyelvtudását is kamatoztatni tudta. 1926-ban őrnaggyá léptették elő. 1929-ben a Honvédelmi Minisztérium VI/2. katonai hírszerzési osztályára került. 1939-ig az osztály állományában maradt különböző megbízatásokkal. A katonai hírszerzés civil útlevéllel néhány hónapra Londonba küldte, ismeretlen megbízatással. 1931-ben alezredessé léptették elő.
1933. április 1. és 1933. szeptember 15. között Belgrádban és Athénben, 1934. január 1. és 1939. május 1. között Szófiában katonai attasé volt. 1935-ben kapta meg ezredesi előléptetését. 1939-ben szófiai attaséként jelentette, hogy a német–szovjet megnemtámadási szerződés megkötése rövidesen megtörténik, de Budapesten ezt kétkedéssel fogadták. Még ez évben hazarendelték, új beosztást kapott. 1939–1942 között a debreceni a 17. könnyű hadosztály parancsnoka volt. 1940-ben tábornokká (vezérőrnagy) léptették elő. Szeptemberben, Erdély visszacsatolásakor dandárjával részt vett a hadműveletekben.
1942. augusztus 1-jétől kinevezték a kijevi magyar megszálló alakulatok főparancsnokává, majd 1942. október 1-jén altábornaggyá léptették elő. 1943. május 15-ig tartó hatásköre kettős szabályozás alá esett, így nemcsak a magyar harcoló alakulatok parancsnokának (Szombathelyi Ferenc), hanem a német katonai főparancsnoknak (Wilhelm Keitel) is alárendeltje volt. 1943. május 15-én nevezték ki a szombathelyi III. hadtest parancsnokának, de szolgálati helyét és beosztását – a teljes nyugati határszakasz biztosítását – ténylegesen csak 1943. augusztus 1-jén foglalta el. Az 1944. március 19-i német megszállást megelőző hetekben kidolgozta a fegyveres ellenállás lehetőségének tervét, de felsőbb parancsra azt nem hajtották végre. 1944 júniusa és júliusa között Budapesten a Legfelsőbb Honvéd Törvényszék elnöke volt. 1944. augusztus 1-jén a budapesti I. hadtest parancsnoka, Budapest vezénylő tábornoka (altábornagyi rendfokozatban). A kiugrási kísérlet előkészítésének egyik kulcsfigurája volt.
1944. október 8-án Budapestről a németek elrabolták, és még aznap repülőgéppel a Gestapo bécsi központjába vitték. Néhány napos őrizet után átszállították a mauthauseni fogolytáborba, ahol 1945. május 5-éig raboskodott. A tábort felszabadító amerikai csapatok azonosították, ellenőrizték személyi adatait, de nem vonták vizsgálat alá. 1945 júniusában a szovjet elhárító hatóságok is megvizsgálták az ügyét. Nem találták bűnösnek, elengedték. 1945. január 24-én a Honvédségi Rendeletekben közzétett „Nemzetvezetői elhatározások” alapján „…a magyar nemzet ellen elkövetett hűtlenség miatt…” a nyilas kormány megfosztotta altábornagyi rangjától.
1945 nyarán hazatért. A népbíróság világháborús katonai tevékenységéért vádat emelt ellene, de felmentették. A Honvédelmi Minisztérium vizsgáló bizottsága igazolta, nyugállományba helyezték. 1946. április 11-én Szombathelyről, Lipp Vilmos utcai házából (ma Somlai utca) bírói végzés nélkül elhurcolták. 1947. március 17-én, azóta is ismeretlen helyen (feltehetően Sopronkőhidán) golyó által kivégezték.
1991. március 15-én Göncz Árpád, a Magyar Köztársaság elnöke posztumusz vezérezredessé léptette elő. A kinevezési okmányt Antall József miniszterelnök is ellenjegyezte. 1992. szeptember 22-i végzésével a szovjet katonai ügyészség is rehabilitálta. Döntésében kimondta, hogy a szovjet törvények értelmében nem követett el háborús bűncselekményt és megállapította, hogy a budapesti Szovjet Helyőrség Katonai Bírósága 1946. december 23-án jogsértően hozott halálos ítéletet Bakay ellen és annak Moszkvában történt jóváhagyása is törvénytelen volt.
2004 júliusában a Moszkvai Katonai Archívum a Magyar Külügyminisztériumon keresztül megküldte Bakay Szilárd részletes, 90 oldalas, eredeti, de hiányos orosz nyelvű peranyagát. Az anyag tartalmazza a tárgyalás jegyzőkönyveit, az ítéletet és a golyó általi végrehajtás tényét is. 2006. december 16-án a Magyar Örökség és Európa Egyesület Bakay Szilárdnak – hazafias helytállásáért – a Magyar Örökség díjat adományozta. A Hadtörténeti Intézetben található katonai személyi kartonján „Háborús szolgálatának értéke 6-os” minősítés áll, ez hadtörténészek véleménye szerint a legmagasabb háborús szolgálati minősítés. Bakay öccsének, Vitéz Bakay Zsigmond (1894-1949) ezredesnek, is megvolt ez a legmagasabb háborús minősítése.
2015. március 17-én, halálának 68. évfordulója alkalmából, családja, Szombathely városa, a Recski szövetség és a Történelmi Vitézi rend megkoszorúzta a Somlay Artúr utcában álló ház falán függő emléktáblát.